# Казе дел Капитело (Ферара)
Казе дел Капитело (итал. Case del Capitello) је насеље у Италији у округу Ферара, региону Емилија-Ромања.
Према процени из 2011. у насељу је живело 29 становника. Насеље се налази на надморској висини од -2 м.